# Haltă

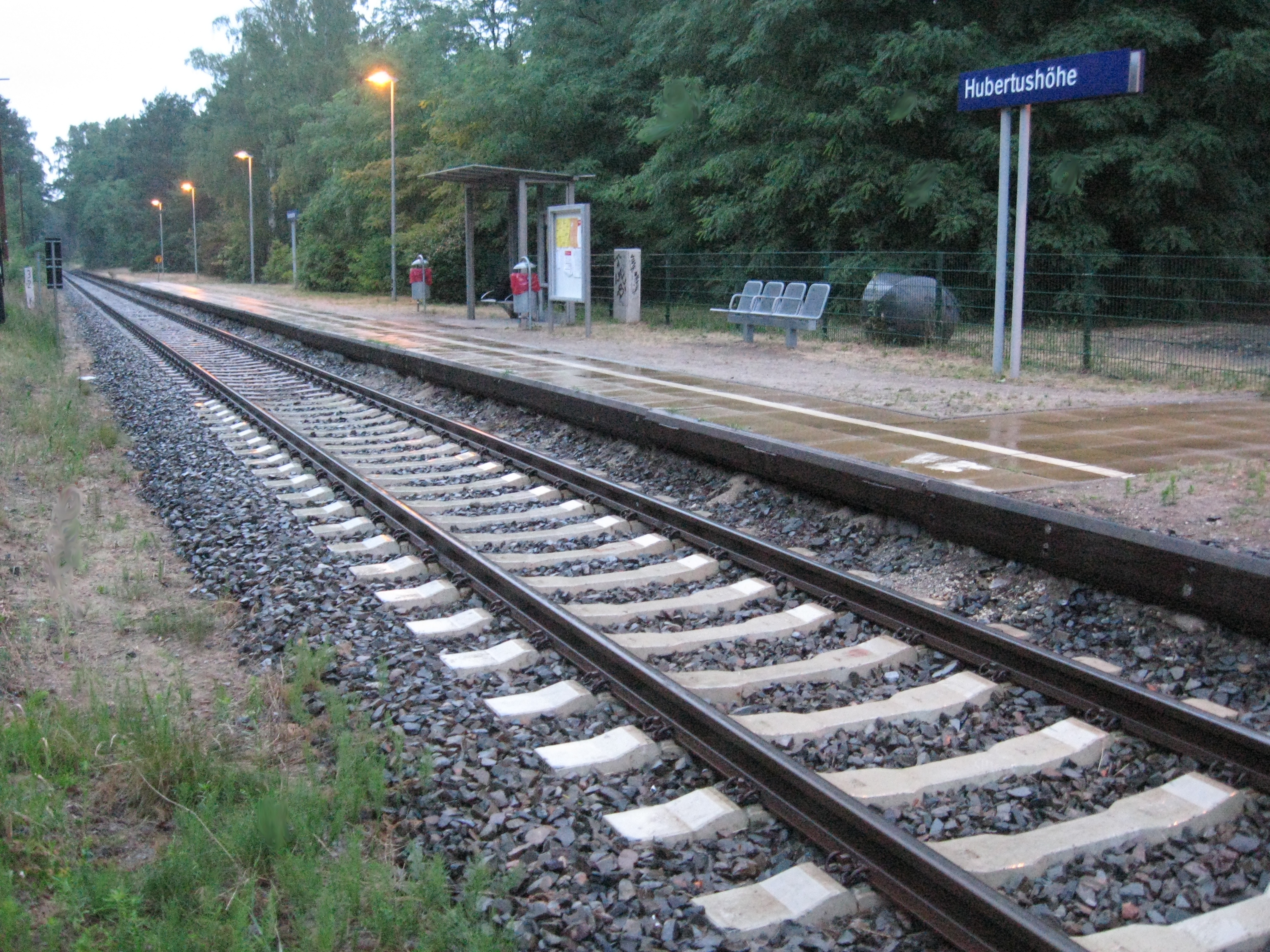
Halta feroviară Hubertushöhe în satul cu același nume în Germania.

O haltă este o stație  feroviară mică, punct de oprire reglementară de scurtă durată a trenurilor. De obicei, haltele nu au personal permanent, iar infrastructura este minimală.